# Kelyfos

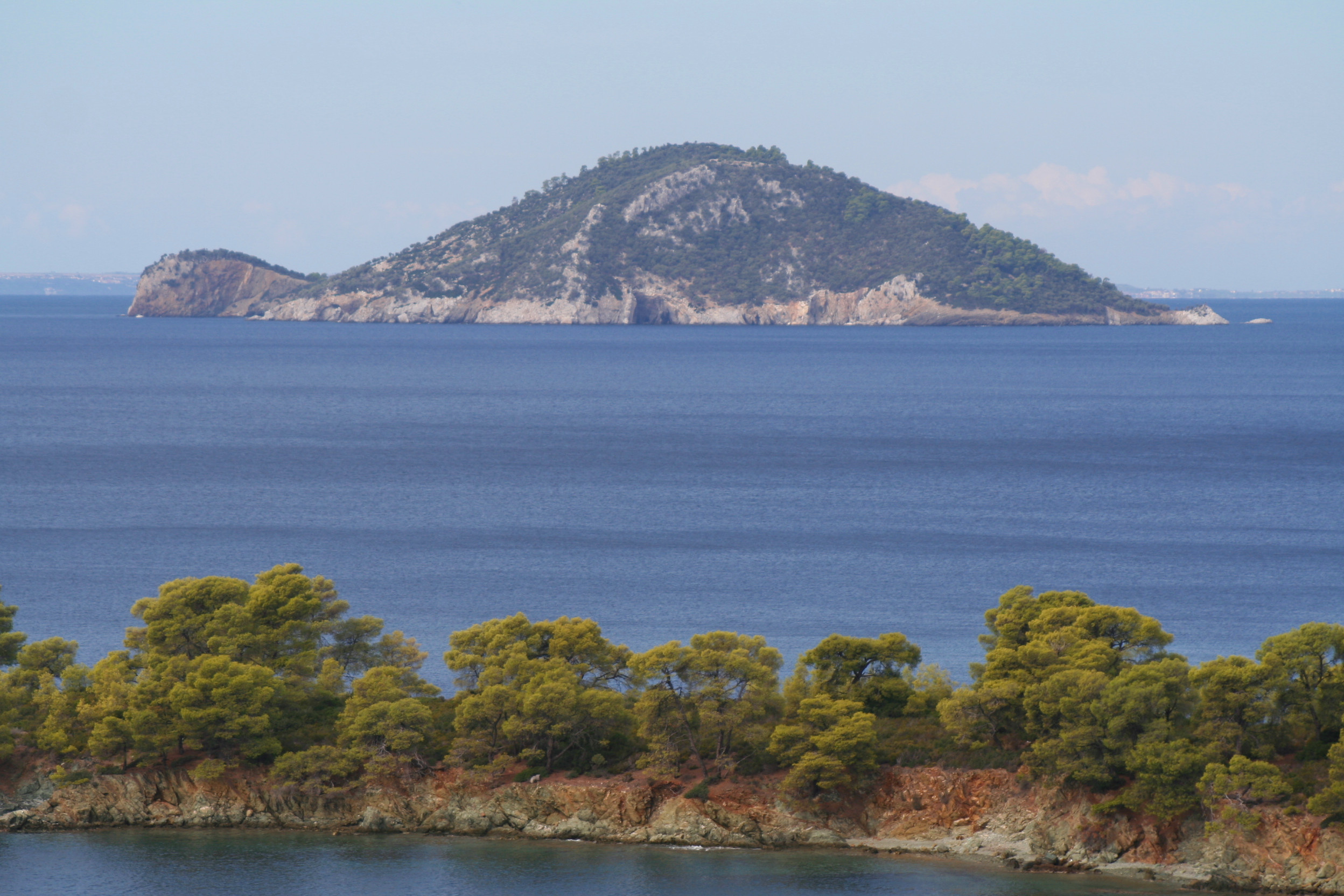
Insel Kelyfos, wegen ihrer Form auch "Schildkröte" genannt

Die unbewohnte griechische Insel Kelyfos, griechisch Κέλυφος (f. sg.), von der einheimischen Bevölkerung auch Kelfos (Γκέλφος) genannt, liegt im Toronäischen Golf etwa 5 km südwestlich von Neos Marmaras. Die Insel wird von der Gemeinde Sithonia auf dem gleichnamigen „Finger“ der Halbinsel Chalkidiki verwaltet. 
Die Küste ist felsig und stellenweise steil. Die Insel ist mit Pinien- und Olivenbäumen bewachsen. An der nordöstlichen Seite wird eine militärische Anlage der Römerzeit vermutet. Die Insel wurde saisonal als Weideland genutzt und war dann auch von Hirten bewohnt. Aufgrund ihrer Form wird sie auch als Chelona (χελώνα, „Schildkröte“) bezeichnet. Das Gebiet um das Eiland wird gerne von Sporttauchern aufgesucht.